# Melek Bilge
Melek Bilge (Istanbul, 23. ožujka 1989.), turska je bivši košarkašica. Budući da su joj roditelji podrijetlom iz Srbije, ima i tursko i srbijansko državljanstvo.

## Športska karijera
Košarku igra od 2005. godine. Igrala je za Migrosspor od 2005. do 2008., za Beşiktaş Cola Turkaod 2008. do 2010. te od 2010. za Galatasaray Medical Park.
Igrala je finale turskog kupa 2006. godine. Igrala je za tursku košarkašku reprezentaciju za igračice starosti do 18 i do 20 godina. Igrala je na europskom prvenstvu za igračice do 18 godina starosti koje se održalo u talijanskom Chietiju. 2008. je zaigrala za seniorsku reprezentaciju. 2009. je igrala kvalifikacije za EP 2009. te na samom europskom prvenstvu 2009. u Latviji.

## Vanjske poveznice
- Statistike  Arhivirana inačica izvorne stranice od 21. prosinca 2012. (Wayback Machine)